# This Land (пісня)
«This Land» (укр. Ця земля) — пісня американського блюз-рокового виконавця Гері Кларка-молодшого з його четвертого однойменного студійного альбому. Пісня була випущена 10 січня 2019 року як головний сингл альбому на лейблі Warner Bros. Records, разом з офіційним кліпом. «This Land» отримала позитивні відгуки від музичних критиків та принесла Кларку премії «Греммі» в категоріях «Найкраще рок-виконання» та «Найкраща рок-пісня».

## Про пісню
«This Land» — це гітарна композиція у стилях блюз-рокта регі. Гері Кларк-молодший записав цей трек, як і більшу частину альбому This Land, за допомогою електрогітари Gibson SG, підключеної до підсилювача César Díaz і динаміка Marshall. Її текст з'явився після того, як сусід Кларка неодноразово запитував, хто живе на його великій ділянці в Остіні, штат Техас, і не вірив, що чорношкірий Кларк володів будинком. У тексті є кілька посилань на інші пісні та елементи американської культури. Один із перших рядків, «Fifty acres and Model A», відображає обіцянку сім'ям звільнених американських рабів отримати сорок акрів землі й мула, а назва пісні є прямим посиланням на відому народну пісню Вуді Гатрі. «This Land Is Your Land» (укр. Ця земля — твоя земля). Окрім Гатрі, Кларк-молодший надихався творчістю Біг Білла Брунзі та Ледбеллі.
Офіційний кліп на пісню «This Land» був випущений того ж дня, що й пісня; його режисером стала Савана Ліф. Відео було знято на ділянці Кларка-молодшого в Техасі. В ньому зображено хлопчика в оточенні символів американського расизму, таких як бойовий прапор Конфедерації. Кларк-молодший вперше виконав «This Land» наживо 10 січня 2019 року під час виступу на «Пізньому шоу зі Стівеном Кольбером». 16 лютого 2019 року музикант виконав пісні «This Land» і «Pearl Cadillac» на іншому телешоу Saturday Night Live. Наступного разу він виконав пісню наживо на 62-й щорічній церемонії вручення премії «Греммі» разом із гуртом The Roots.
Музичні критики, які оцінювали альбом This Land, як правило, підкреслювали відмінності між титульною композицією та рештою платівки. В рецензії для Pitchfork Стівен Томас Ерлевайн відзначив, що Кларк-молодший зміг «[спрямувати] свій гнів щодо цього звичайного расизму, перетворивши його на контрольовану дозу люті», але зауважив, що трек «не варто вважати передвісником решти альбому». «This Land» було номіновано на здобуття премії «Греммі» в категоріях «Найкраще рок-виконання», «Найкраща рок-пісня» та «Найкраще музичне відео». Пісня перемогла в перших двох номінаціях, а в третій поступилася «Old Town Road» репера Lil Nas X та кантрі-співака Біллі Рея Сайруса.

## Нагороди та номінації
| Рік  | Премія                   | Категорія                | Результат | #      |
| ---- | ------------------------ | ------------------------ | --------- | ------ |
| 2020 | 62-га церемонія «Греммі» | «Найкраще рок-виконання» | Перемога  | [ 13 ] |
| 2020 | 62-га церемонія «Греммі» | «Найкраща рок-пісня»     | Перемога  | [ 13 ] |
| 2020 | 62-га церемонія «Греммі» | «Найкраще музичне відео» | Номінація | [ 13 ] |

## Місця в чартах
| Хіт-парад (2019)                 | Найвища позиція |
| -------------------------------- | --------------- |
| США (Hot Rock Songs) (Billboard) | 42              |